# Kuensel
Kuensel è un giornale bhutanese fondato nel 1967, pubblicato in dzongkha, nepalese e inglese.
Fino all'aprile 2006 era l'unico giornale pubblicato nel regno himalayano, quando fu fondato il Bhutan Times, seguito dal Bhutan Observer nel giugno dello stesso anno.